# Charlotte-Marguerite de Montmorency

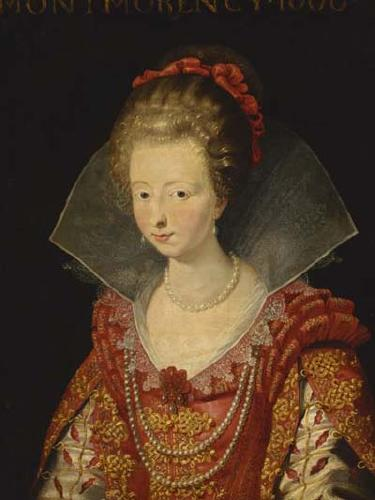
Charlotte-Marguerite de Montmorency (17. Jahrhundert, Rubens (?))

Charlotte Marguerite de Montmorency (* 11. Mai 1594; † 2. Dezember 1650 in Châtillon-sur-Loire) war durch Heirat Fürstin von Condé und Mätresse des französischen Königs Heinrich IV.

## Leben
Charlotte-Marguerite war eine Tochter des Herzogs Henri I. de Montmorency und seiner zweiten Ehefrau Louise de Budos sowie die ältere Schwester von Herzog Henri II. de Montmorency. Durch ihren Großvater Anne de Montmorency, der als enger Freund des Königs Franz I. den gesellschaftlichen Aufstieg der Familie initiiert hatte, gehörte sie zu einer der einflussreichsten Familien Frankreichs. 
Im Frühjahr 1609 kam Charlotte Marguerite an den französischen Hof und wurde Hofdame der Königin Maria de’ Medici. Der König fand Gefallen an der jungen Charlotte-Marguerite, sie galt als schönste Frau ihrer Zeit. Um sie für sich zu gewinnen, ließ er ihre Verlobung mit dem Marschall François de Bassompierre lösen und befahl seinem Neffen, Henri II. de Bourbon, prince de Condé, dem Sohn von Henri I. de Bourbon, prince de Condé und dessen zweiter Frau Charlotte de la Trémoille, sie zu heiraten. Dieser war bekannt für seine männlichen Freundschaften am Hofe, doch beide verliebten sich unerwartet ineinander. Die Liaison mit dem König dauerte nicht lange, denn Charlottes Ehemann schickte sie nach Brüssel und musste dann selbst vor dem Zorn des Königs fliehen. Nachdem der König am 14. Mai 1610 in Paris von François Ravaillac erstochen wurde, konnten beide wieder an dem französischen Hof zurückkehren.   
Aus der Ehe Charlotte-Marguerites mit Henri II. de Condé gingen drei Kinder hervor, die in der Fronde eine große Rolle spielten:
- Anne Geneviève (1619–1679), ⚭ 1642 Henri II. d’Orleans, Herzog von Longueville (Haus Orléans-Longueville)
- Louis II. (1621–1686), Le Grand Condé genannt, ⚭ 1641 Claire-Clémence de Maillé-Brézé (1628–1694), Nichte des Kardinals Richelieu
- Armand (1629–1666), ⚭ 1654 Anna Maria Martinozzi (1637–1672), Nichte des Kardinals Marzarin